# Ентамна
Ентамна (֊, арм. Ենթամնա) — знак пунктуации в армянском языке, используемый при переносе слова или его разбиении на слоги. В остальных случаях используется обычный дефис.

## История
Знак ֊ использовался в армянских рукописях начиная с XII века для обозначения смыслового акцента, при этом он выглядел как ‿ или —. Также он использовался для соединения корней сложных слов, сейчас же он обозначает перенос строки и ставится в её конце. Также известен под названиями кисентамна (арм. կիսենթամնա), ентамайн (арм. ենթամայն), нерксагракан (арм. ներքսագրական) и тогхадардзи ншан (арм. տողադարձի նշան).